# Leucostoma crassa
Leucostoma crassa är en tvåvingeart som beskrevs av Kugler 1966. Leucostoma crassa ingår i släktet Leucostoma och familjen parasitflugor. Inga underarter finns listade i Catalogue of Life.